# Travunijana djokovici
Travunijana djokovici este o specie de moluscă care aparține genului Travunijana, familia Hydrobiidae. Specia a fost descrisă formal pentru prima dată în anul 2021 și a fost denumită în onoarea jucătorului de tenis Novak Djokovic.